# Thomas Cunningham Cochran
Thomas Cunningham Cochran (* 30. November 1877 bei Sheakleyville, Mercer County, Pennsylvania; † 10. Dezember 1957 in Mercer, Pennsylvania) war ein US-amerikanischer Politiker. Zwischen 1927 und 1935 vertrat er den Bundesstaat Pennsylvania im US-Repräsentantenhaus.

## Werdegang
Bereits im Jahr 1879 kam Thomas Cochran mit seinen Eltern nach Mercer, wo er später die öffentlichen Schulen besuchte. 1896 absolvierte er die Mercer High School. Danach studierte er bis 1901 am Westminster College in New Wilmington. In den Jahren 1902 und 1903 gehörte er dem Lehrkörper der Mercer Academy an. Nach einem Jurastudium und seiner 1903 erfolgten Zulassung als Rechtsanwalt begann er in Mercer in diesem Beruf zu arbeiten. Zwischen 1906 und 1909 war er Bezirksstaatsanwalt im Mercer County. Politisch schloss er sich der Republikanischen Partei an.
Bei den Kongresswahlen des Jahres 1926 wurde Cochran im 28. Wahlbezirk von Pennsylvania in das US-Repräsentantenhaus in Washington, D.C. gewählt, wo er am 4. März 1927 die Nachfolge von Harris Jacob Bixler antrat. Nach drei Wiederwahlen konnte er bis zum 3. Januar 1935 vier Legislaturperioden im Kongress absolvieren. Seit 1933 vertrat er dort den 20. Distrikt seines Staates. In seine Zeit als Kongressabgeordneter fiel Anfang der 1930er Jahre die Weltwirtschaftskrise. Seit 1933 wurden die ersten New-Deal-Gesetze der Roosevelt-Regierung verabschiedet, denen Cochrans Partei eher ablehnend gegenüberstand. 1935 wurden erstmals die Bestimmungen des 20. Verfassungszusatzes angewendet, wonach die Legislaturperiode des Kongresses jeweils am 3. Januar endet bzw. beginnt. Zwischen 1927 und 1934 war Cochran amerikanischer Delegierter auf fünf interparlamentarischen Konferenzen, die in Paris, Berlin, Genf, London und Istanbul stattfanden. Im Jahr 1934 verzichtete er auf eine weitere Kongresskandidatur.
Nach dem Ende seiner Zeit im US-Repräsentantenhaus praktizierte Cochran wieder als Anwalt. In den Jahren 1939, 1951 und 1953 nahm er als Beobachter an den interparlamentarischen Konferenzen in Oslo, Istanbul und Washington teil. Thomas Cochran starb am 10. Dezember 1957 in Mercer, wo er auch beigesetzt wurde.